# Open Document Architecture
L'Open Document Architecture (ODA) è uno standard per il formato documentale originariamente sviluppato dall'ITU come T.424 e in seguito pubblicato come ISO/IEC 8613.